# قماشة العليان
قماشة عبد الرحمن صالح العليان هي روائية وكاتبة سعودية، تُعد من أبرز الأديبات السعوديات المعاصرات.

## الدراسة والعمل
حصلت على بكالوريوس في الكيمياء من جامعة الملك سعود. تنقلت بين عدد من الوظائف؛ فعملت فنية مختبر، ومعلمة، ومرشدة طلابية. شغلت منصب مديرة لوحدة الإعلام التربوي والعلاقات العامة بإدارة تعليم البنات بالمنطقة الشرقية. كتبت العديد من القصص القصيرة ونشرت في مجلات متفرقة، فكتبت في مجلة (المجالس) الكويتية لأكثر من أربع سنوات. شغلت منصب رئيس تحرير مجلة (حياتنا الصحية). عضو اتحاد الكتاب العرب في سوريا، وعضو الجمعية العربية السعودية للثقافة والفنون، وعضو في الندوة العالمية للشباب الإسلامي، وعضو في عدد من منتديات القصصية فـي العالم العربي، وعضو في عدد من الجمعيات الخيرية النسائية.

## أعمالها الأدبية

### المجموعات القصصية
- (خطأ في حياتي)، صدرت الطبعة الأولى عن دار تهامة عام 1412هـ/1991م، وصدرت الطبعة الثانية عن دار الكفاح في الدمام عام 1424هـ/2003م.
- (الزوجة العذراء)، صدرت عام 1413هـ/1992م عن دار الجمعة في الرياض، وأعيدت طباعتها أربع مرات، واحدة عن دار رشاد برس في بيروت، وثلاث عن دار الكفاح في الدمام.
- (دموع في ليلة الزفاف)، صدرت عام 1417هـ/1996م عن دار الراوي في الدمام، وأعيدت طباعتها أربع مرات، وصدرت الطبعة الثانية عن دار رشاد برس في بيروت، وثلاث عن دار الكفاح في الدمام.

### الروايات
أبدعت قماشة العليان في فن الرواية أكثر من القصة القصيرة، فنفسها روائي أكثر من كونه قصصي، وقد أصدرت العديد من الروايات منها:
- عيون على السماء، صدرت عن نادي أبها الأدبي، عام 1418هـ/1997م. وكانت قد فازت بالمركز الأول في مسابقة الرواية التي نظمها نادي أدبي أبها تحت عنوان: (جائزة أبها)، وتمت طباعتها أربع مرات بين عامي 1420-1425هـ عبر ثلاث دور نشر وهي: دار الجسر في الرياض، دار رشاد برس في بيروت، دار الكفاح في الدمام.
- بكاء تحت المطر، طبعت خمس مرات، ثلاث منها عن دار رشاد برس، وطبعتان عن دار الكفاح في الدمام.
- أنثى العنكبوت، صدرت عن دار رشاد برس في بيروت عام 1421هـ/2000م، وقد فازت هذه الرواية بجائزة المبدعات العربية بالشارقة، وترجمت هذه الرواية إلى اللغة الإنجليزية.
- بيت من زجاج، دار رشاد برس، بيروت، 1421هـ/2000م.
- عيون قذرة، دار رشاد برس، بيروت، 1429هـ/2009م [3]
- الرجل الحائط، دار الكفاح للنشر والتوزيع، 2011.[4]
- بديل الوطن، 2021.[5]

## تكريمها
- حصلت على درع جمعية الثقافة والفنون في الدمام.
- حصلت على شهادة تقدير من جمعية سيهات للخدمات الاجتماعية.
- حصلت على جائزة الرياض للمبدعين في الثقافة والأدب عام 1427هـ/2006م.
- منحت عام 2002م درع التميز من النادي الأدبي في المنطقة الشرقية بالسعودية؛ لتميزها في القصة والرواية.
- منحت شهادة تكريم من المجلس الوطني للثقافة والفنون والتراث في قطر عام 1423هـ/2002م.[6]